# Dioscorea salvadorensis
Dioscorea salvadorensis är en enhjärtbladig växtart som beskrevs av Paul Carpenter Standley. Dioscorea salvadorensis ingår i släktet Dioscorea och familjen Dioscoreaceae. Inga underarter finns listade i Catalogue of Life.